# Prumnopitys andina
Prumnopitys andina är en barrträdart som först beskrevs av Eduard Friedrich Poeppig och Stephan Ladislaus Endlicher, och fick sitt nu gällande namn av De Laub. Prumnopitys andina ingår i släktet Prumnopitys och familjen Podocarpaceae. IUCN kategoriserar arten globalt som sårbar. Inga underarter finns listade i Catalogue of Life.
I Chile där trädet förekommer äts frukterna.

## Bildgalleri

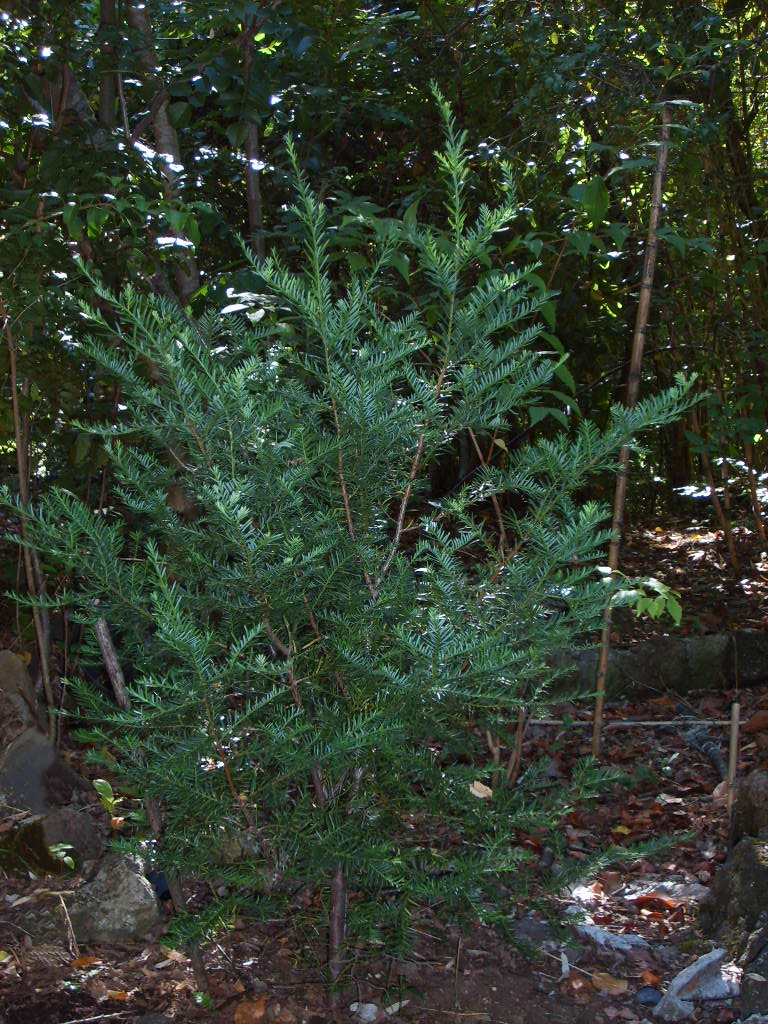
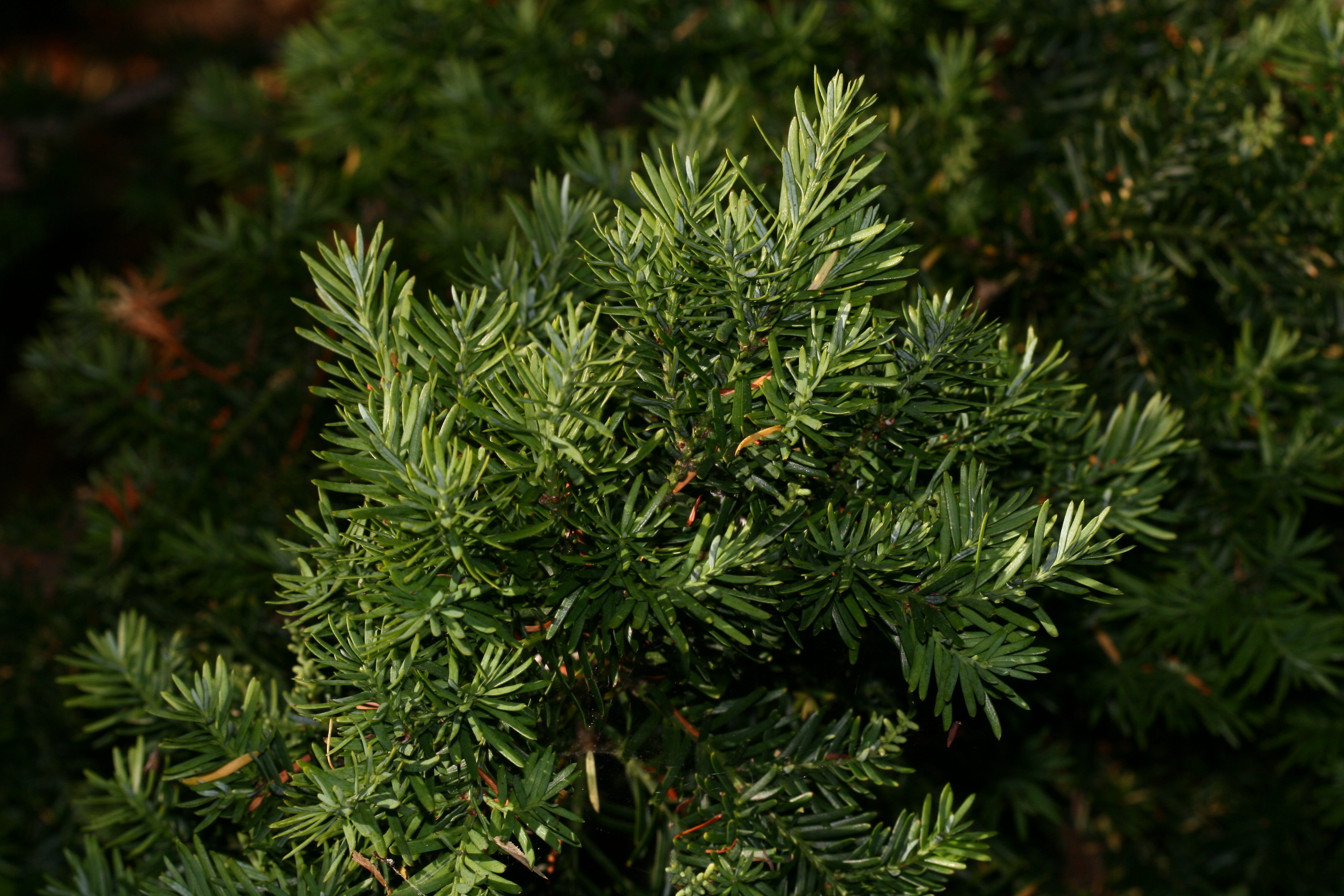